# Psychotria cristalensis
Psychotria cristalensis är en måreväxtart som beskrevs av Ignatz Urban. Psychotria cristalensis ingår i släktet Psychotria och familjen måreväxter. Inga underarter finns listade i Catalogue of Life.